# Johannisreiten

Johannisreiter auf einer DDR-Briefmarke von 1982.

Das Johannisreiten (niedersorbisch Jańske rejtowanje; obersorbisch Janske jěchanje) ist Bestandteil des heute nur noch selten begangenen Johannisfestes.

## Geschichte
Bei vielen Völkern bestand der Glaube, dass die Johannisnacht der größte Wundertag des Jahres sei und alle Wurzeln und Kräuter heilige Kräfte bekämen. Dieser Gedanke ist jedoch weit zurückgegangen, auch wenn die Ereignisse, die noch stattfinden, mit diesem Kult in Zusammenhang gebracht werden können.

## Tradition
Bis ins 19. Jahrhundert war es in der Niederlausitz in vielen Dörfern üblich, das Fest zu feiern. Da dies jedoch ein sorbisches Fest war, geriet es durch die Assimilierung und Germanisierung in weiten Gebieten in Vergessenheit. 
Heute wird das Johannisfest mit dem dazugehörigen Johannisreiten nur noch im Dorf Casel bei Drebkau gepflegt.

## Johannisreiten in Casel
Beim Johannisreiten, das jährlich an einem Sonntag um den 24. Juni stattfindet, wird zuerst ein junger Mann ausgesucht, der von den Mädchen komplett mit Kornblumenranken benäht und mit einer pyramidenartigen und mit Blumen verzierten Krone aus Binsen angekleidet wird. Im 19. Jahrhundert bestand die Maske noch aus Birkenrinde. 
Diese Verkleidung soll den vermenschlichten Wachstumsgeist, bezeichnet als Johann bzw. Jan, darstellen.
Dieser reitet schließlich mit Begleitung auf ein freies Gelände, wo die Menschen des Dorfes versuchen müssen, den Jan von der Gruppe zu trennen, das Pferd zu stoppen und schließlich ihnen die Blumen abzunehmen, die dann als Glücksbringer auf dem Dachboden aufbewahrt werden.